# 要离
要離（？—前513年），春秋時代吳國人，中國古代刺客。受吴王阖闾派遣刺殺了吳王僚之子慶忌。

## 事蹟考據
據《吳越春秋》所載，吳王闔閭在即位後第二年（前513年）派遣要離刺殺慶忌，然而據《左傳》記載慶忌死於吳王夫差二十一年（前475年），事蹟與《吳越春秋》完全不同.